# Carrascosa (Cuenca)
Pour les articles homonymes, voir Carrascosa.
Carrascosa est une municipalité espagnole de la province de Cuenca, dans la région autonome de Castille-La Manche.